# Johann Wenzel Kosch

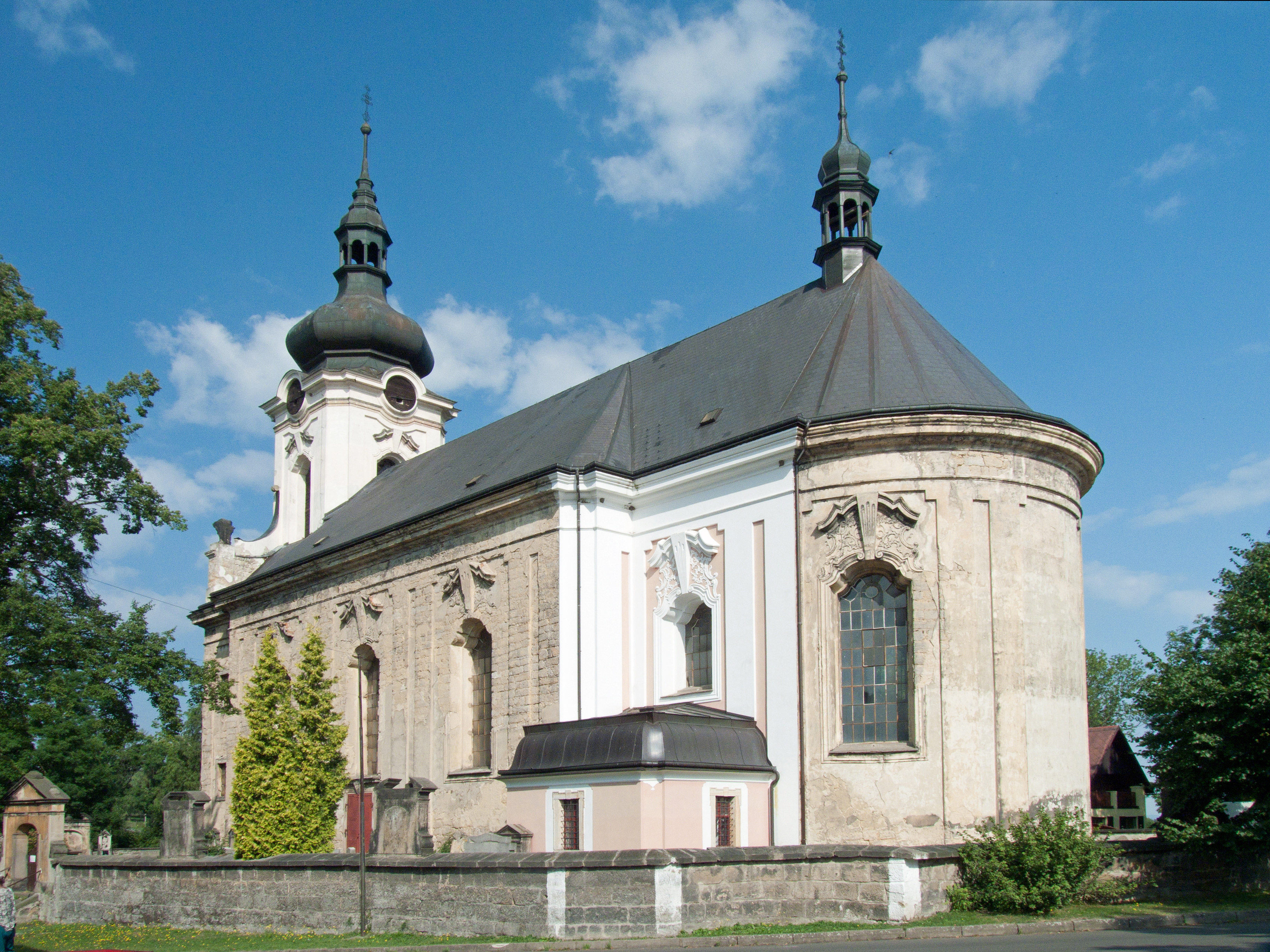
Kirche Mariä Himmelfahrt in Arnoltice, errichtet nach Plänen von J. W. Kosch

Johann Wenzel Kosch (tschech. Jan Václav Kosch) (* 28. Juni 1718 in Männelsdorf bei Atschau; † 18. April 1798 in Tetschen) war ein deutschböhmischer Baumeister und Architekt des Spätbarock, der im Dienst der Grafen von Thun-Hohenstein in Tetschen (Děčín) in Nordböhmen stand. Seine Kirchen und übrigen Bauten stehen in der Tradition von Kilian Ignaz Dientzenhofer. Sein Wirken konzentrierte sich im Wesentlichen auf die Region um Děčín (Tetschen).

## Leben und Wirken
Johann Wenzel Kosch stammte wie seine beiden gleichnamigen mit ihm verwandten Kollegen Johann Christoph Kosch (1698–1778) und Johann Christoph Kosch (1703–1784) aus einer Baumeisterfamilie.  Er wurde als Sohn des Richters Andreas Kosch (1678–1761) und dessen Frau Regina geb. Seidl in Männelsdorf (Zvoníčkov) geboren und am 28. Juni 1718 in der Kirche St. Gallus in Atschau (Úhošťany), jetzt Ortsteil von Kaaden getauft. Sein Großvater mütterlicherseits, Matthias Seidl, war Bürger der Stadt Kaaden. Wo Koschs Ausbildung zum Maurer erfolgte und er die Meisterprüfung ablegte, ist nicht bekannt. Als  Höriger der gräflich-thunschen Herrschaft begab er sich von Klösterle nach Tetschen. Dort heiratete er 1748 Anna Franziska Honneter († 1771), mit der er drei Kinder hatte. Als seine Frau starb, wurde sein Sohn Vinzenz Bürger der Stadt Tetschen. Über sein weiteres Leben ist nur wenig bekannt.
Er starb am 18. April 1798 während der Bauarbeiten am Tetschener Schloss nach dem Sturz von einer Mauer. Seine Dienstherren waren:
- Jan Josef Franz Anton von Thun und Hohenstein (1711–1788) und dessen Sohn
- Wenzel Josef Johann Graf von Thun und Hohenstein (1737–1796) – Stifter der Linie Tetschen.

In den 1750er Jahren war er am Umbau der Kirche St. Wenzel und Blasius in Tetschen beteiligt.
Hier realisierte er seine Vorstellung von einer Kirchenfassade mit nur einem Turm.
Beim Bau der Pfarrkirche in Arnsdorf (Arnoltice) in den Jahren 1757/58 konnte Kosch erstmals seine eigenen Pläne verwirklichen.
In den Jahren 1764–1769 leitete er die zweiten Bauphase der Pfarrkirche St. Wenzel in Rosawitz (Rozbělesy) und veränderte dabei das ursprüngliche Projekt von K. I. Dientzenhofer.
Der Bau der Dekanatskirche St. Peter und Paul in Auscha (Úštěk) 1764–1772 wird J. W. Kosch zugeschrieben. Es folgten verschiedene Kirchenbauten in Srbské Kamenice, Varnsdorf, Kytlice, Prácheň und Volfartice, im heutigen Okres Děčín und Okres Česká Lípa gelegen.
Ende 1783 hatte er die Bauaufsicht am sogenannten Kaisertor zur Erinnerung an den Besuch Josephs II. 1779 in Tetschen, das bereits 1830 wieder abgerissen wurde. Seit 1786 bis zu seinem Tode war er am Umbau des Tetschener Schlosses (bis 1790 als Bauleiter) beteiligt. Kosch wird wegen der architektonischen Besonderheiten auch als Baumeister der Kirche St. Johannes der Täufer in Habartice angesehen.

## Werke
- Beteiligung an der Erneuerung der Kirche St. Wenzel und St. Blasius in Tetschen (Kostel sv. Václava a sv. Blažeje v Děčíně) nach dem Brand von 1749
- Verbindungsgang vom Tetschener Schloss zur Kreuzerhöhungskirche (Kostel Povýšení sv. Kříže) (1754)
- Kirche Mariä Himmelfahrt in Arnsdorf (Kostel Nanebevzetí Panny Marie Arnoltice) (1757/58)
- Umbau der Pfarrkirche St. Wenzel in Rosawitz (Kostel sv. Václava v Děčíně-Rozbělesích) (1764–1769)
- Dekanatskirche St. Peter und Paul in Auscha (Kostel sv. Petra a Pavla Úštěk) (1764–1772)
- Gebäude der Forstverwaltung in Tetschen (Lesní úřad Děčín) (1766/67)
- Beteiligung am Umbau der Kirche St. Wenzel in Windisch Kamnitz (Kostel sv. Václava v Srbské Kamenici) (1772–1774)
- Dekanatskirche St. Peter und Paul in Warnsdorf (Děkanský kostel sv. Petra a Pavla Varnsdorf) (1774–1776)
- Kirche St. Maria Magdalena in Gersdorf bei Böhmisch Kamnitz (Kostel svaté Máří Magdaleny Kerhartice) (1776)
- Kirche St. Laurentius in Parchen bei Steinschönau (Kostel sv. Vavřince in Prácheň) (1777–1782)
- Kirche St. Antonius von Padua in Kittlitz (Kostel sv. Antonína Paduánského v Kytlici) (1777/78)[4]
- Kirche St. Peter und Paul in Wolfersdorf bei Böhmisch Leipa (Kostel sv. Petra a Pavla ve Volfartice) (1780)
- Erzengel-Michael-Kirche in Platten bei Komotau (Kostel svatého Michaela archanděla Blatno bei Chomutov) (1782–1784)
- Kirchentor (Kaisertor) zur Erinnerung an den Besuch Josephs II. 1779 in Tetschen (1783, 1830 abgerissen)
- Wenzelskirche in Fugau (Kostel svatého Václava Fukov) (1784–1788), 1960 zerstört
- Kirche St. Johannes von Nepomuk in Herrnskretschen (Kostel sv. Jana Nepomuckého Hřensko) (1786/87)
- Erweiterung der Nepomukkirche und Bau des Pfarrhauses in Dittersbach (Kostel svatého Jana Nepomuckého Jetřichovice) (1787)[5]
- Dekanatskirche Mariä Himmelfahrt in Haida (Děkanský kostel Nanebevzetí Panny Marie Nový Bor) (1786/87)
- Kirche St. Anna in Tyssa (Kostel sv. Anny Tisá) (1786)
- Wohn- und Geschäftshaus (Zinke-Haus) in Haida - Nový Bor, Sloupská 135 (1789)
- Umbau des Tetschener Schlosses (1786–1798)[6]
- Bau der Kirche St. Franziskus Xaverius in Biela bei Děčín (Kostel sv. Františka Xaverského Bělá bei Děčín) (1787–1788)
- Glockenturm an der Kirche St. Peter und Paul in Ober-Preschkau bei Böhmisch Kamnitz (Kostel sv. Petra a Pavla Horní Prysk) (1788)
- Kirche des hl. Johannes des Täufers in Ober-Ebersdorf (Poutní kostel Narození sv. Jana Křtitele Horní Habartice) (1787)
- Bürgerhäuser in Tetschen

## Bilder

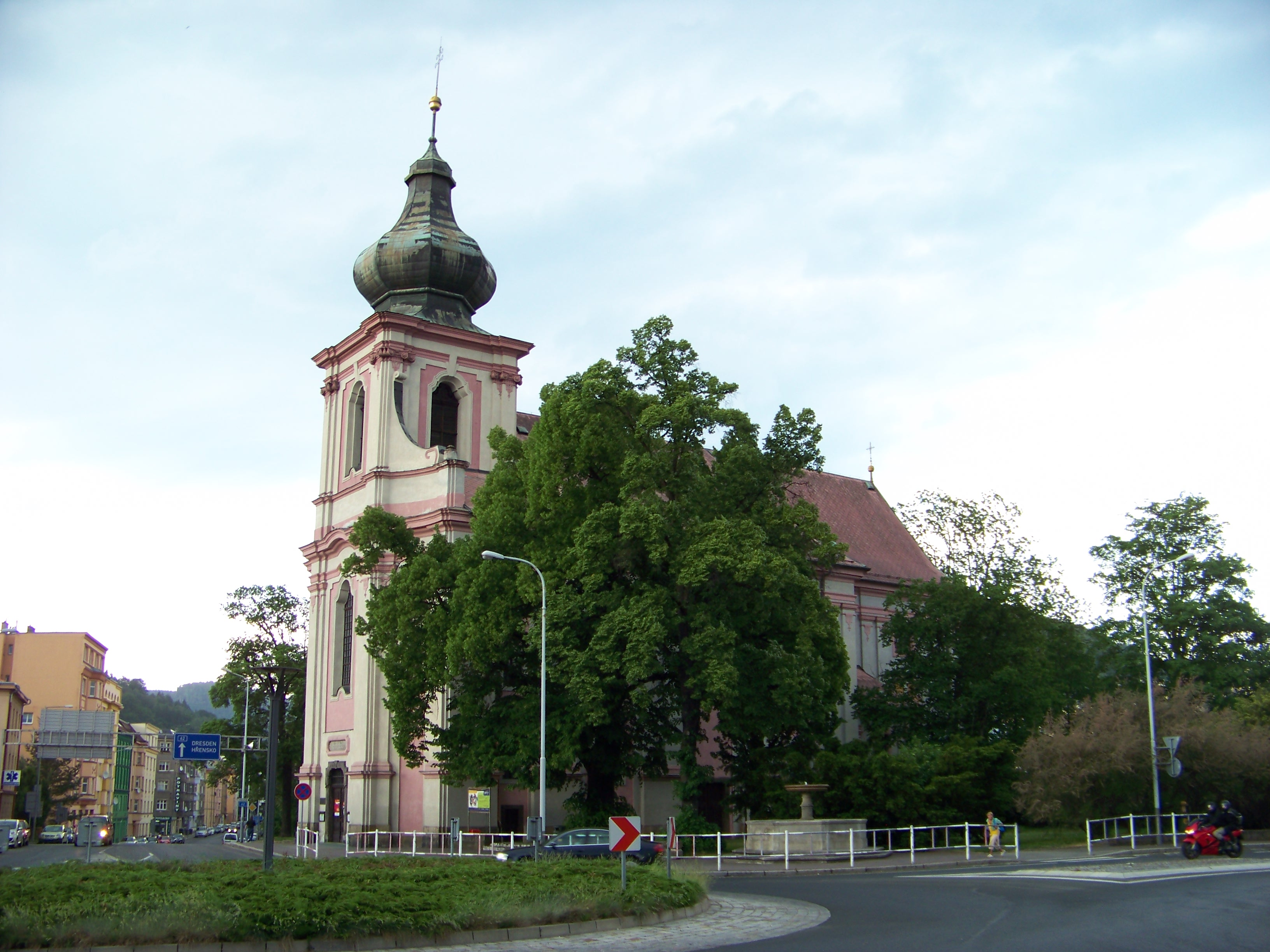
Turm der Kirche St. Wenzel und Blasius in Děčín
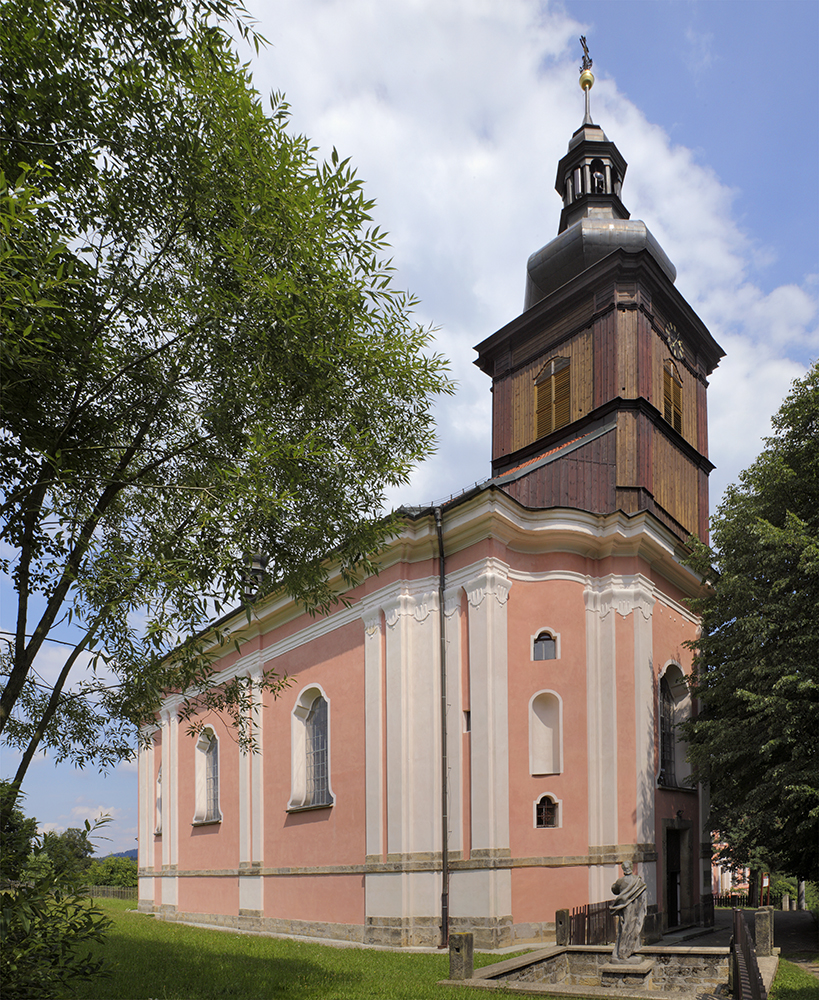
Wenzelskirche in Srbská Kamenice
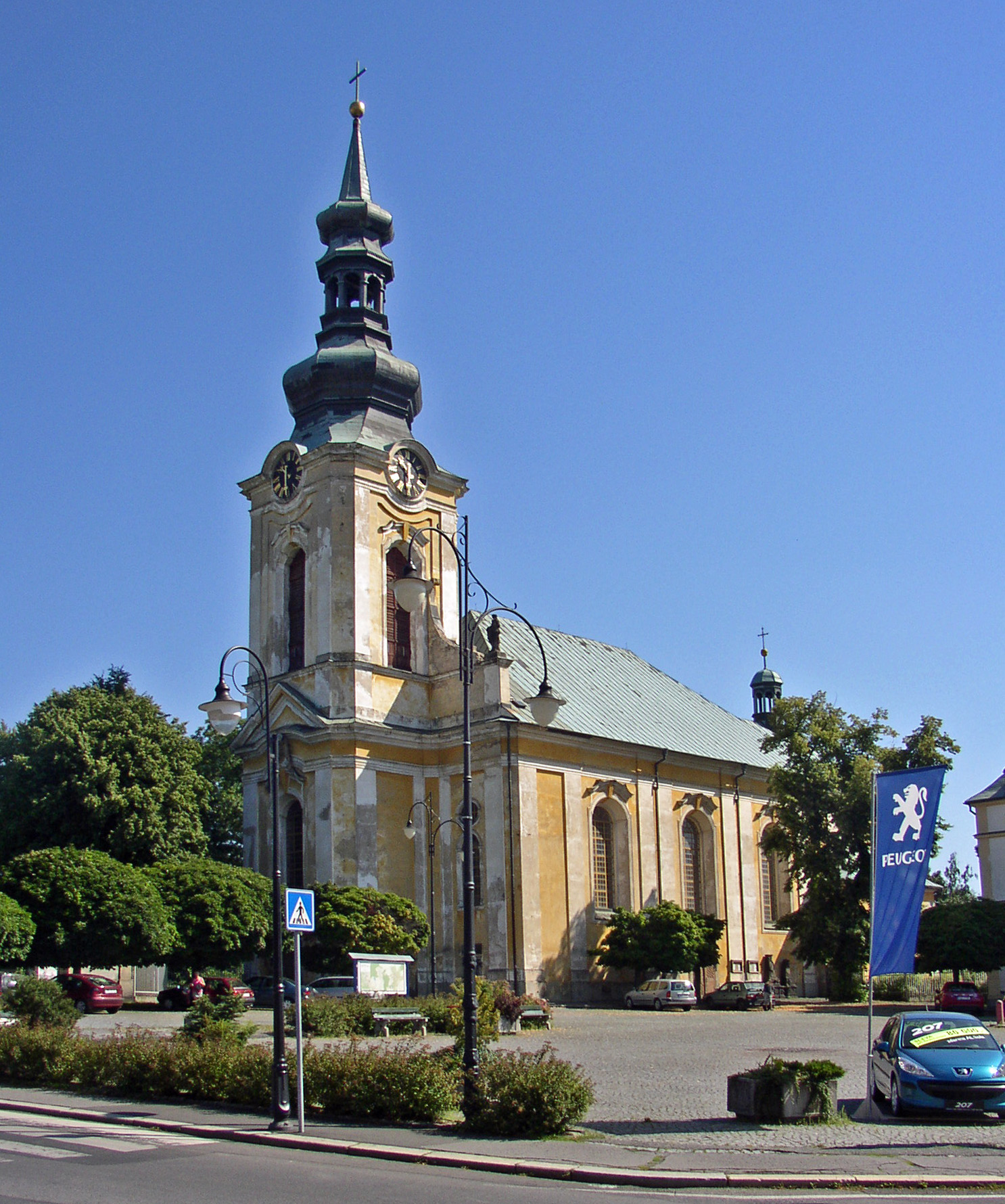
Dekanatskirche St. Peter und Paul in Varnsdorf
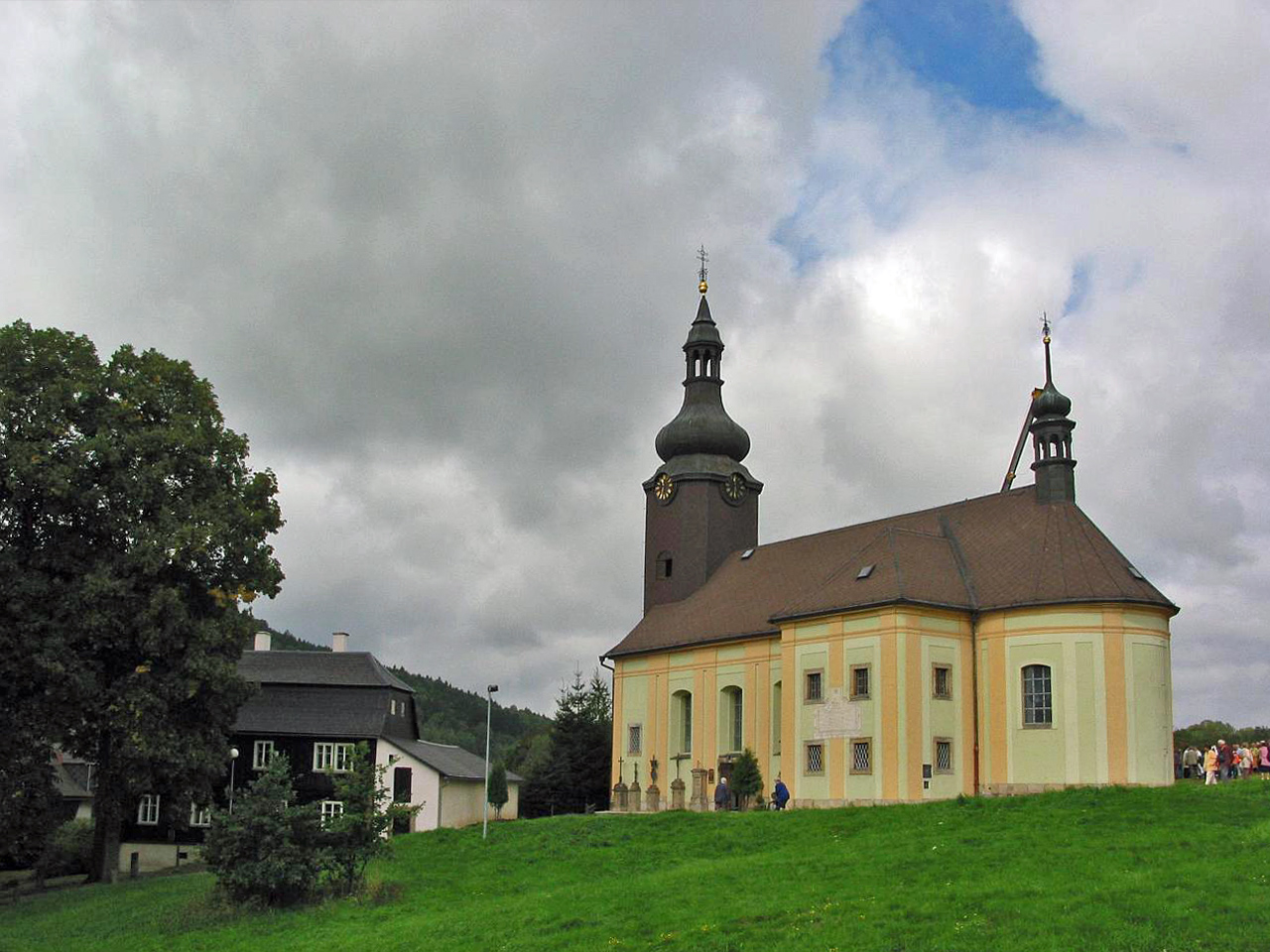
Kirche St. Maria Magdalena in Kerhartice
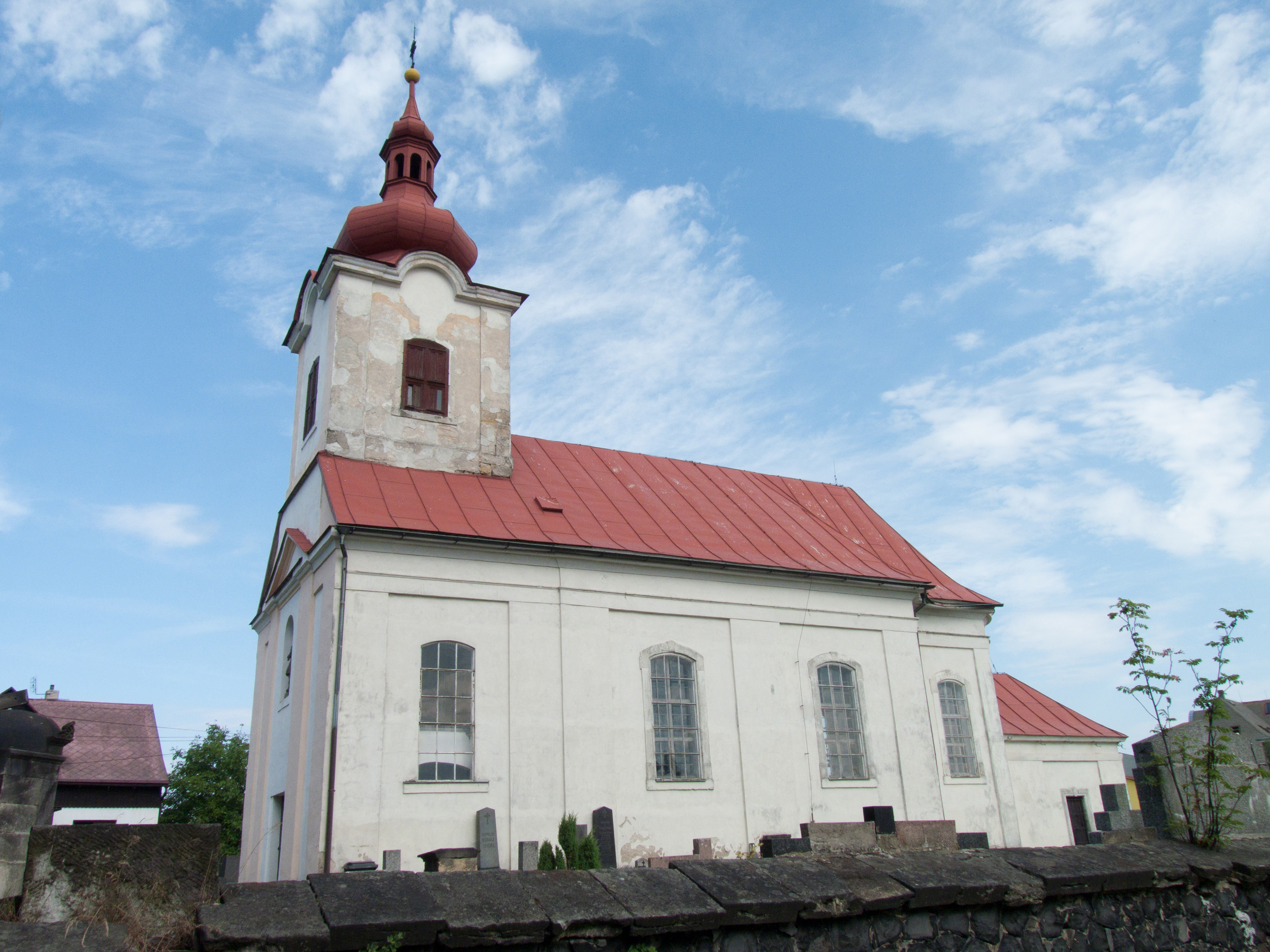
Kirche St. Laurentius in Prácheň
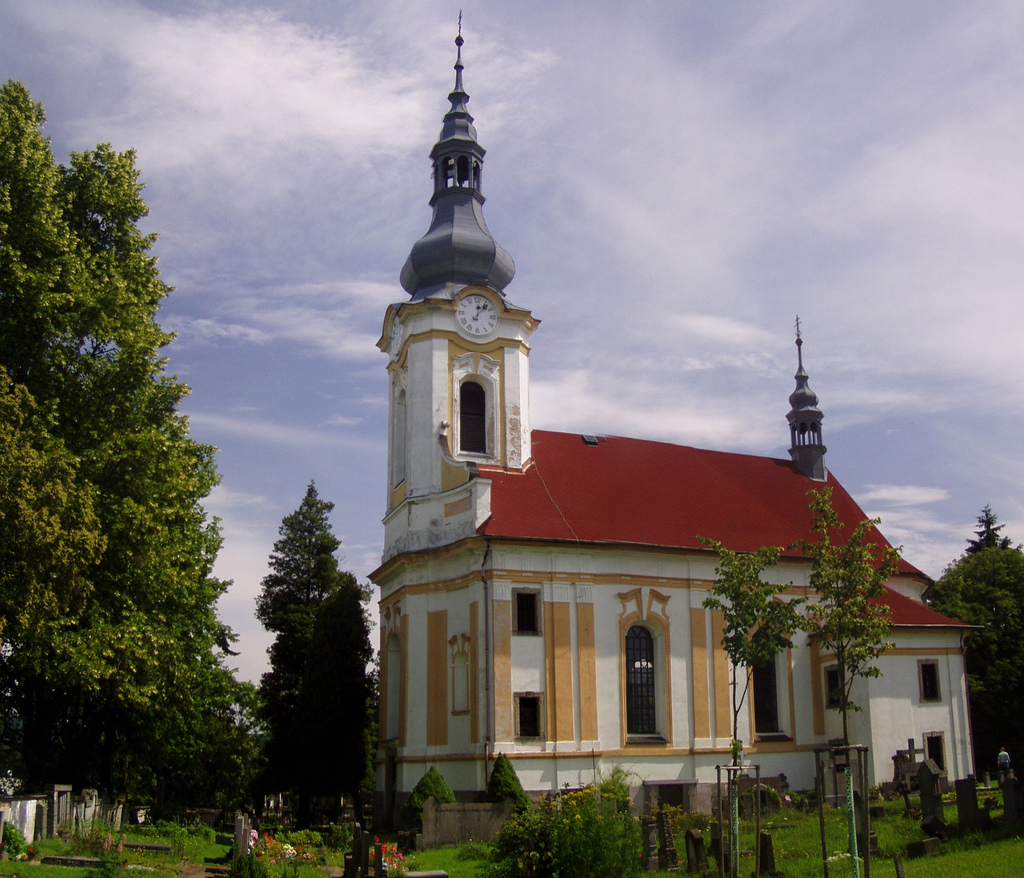
Kirche St. Antonius von Padua in Kytlice
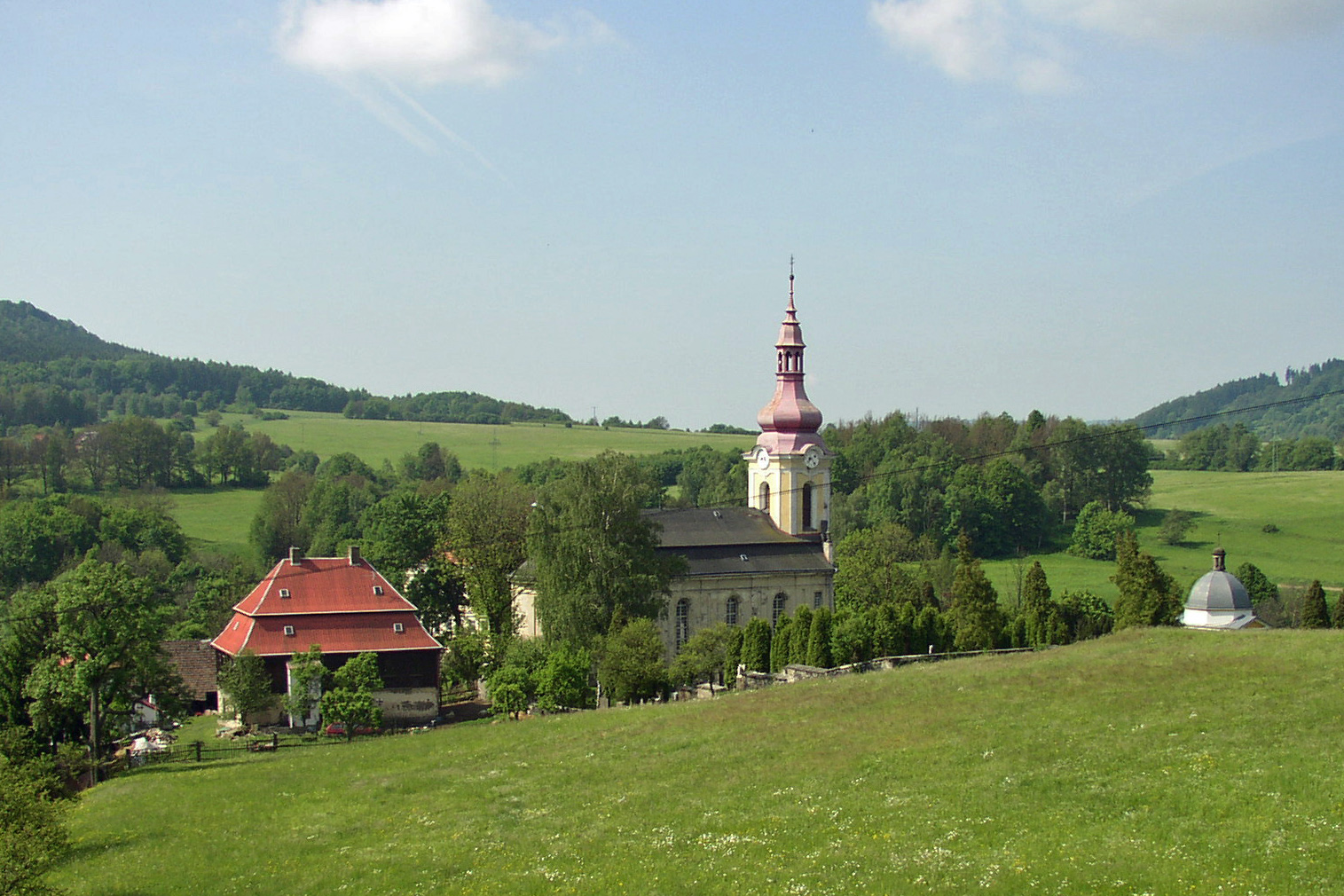
Kirche St. Peter und Paul in Volfartice
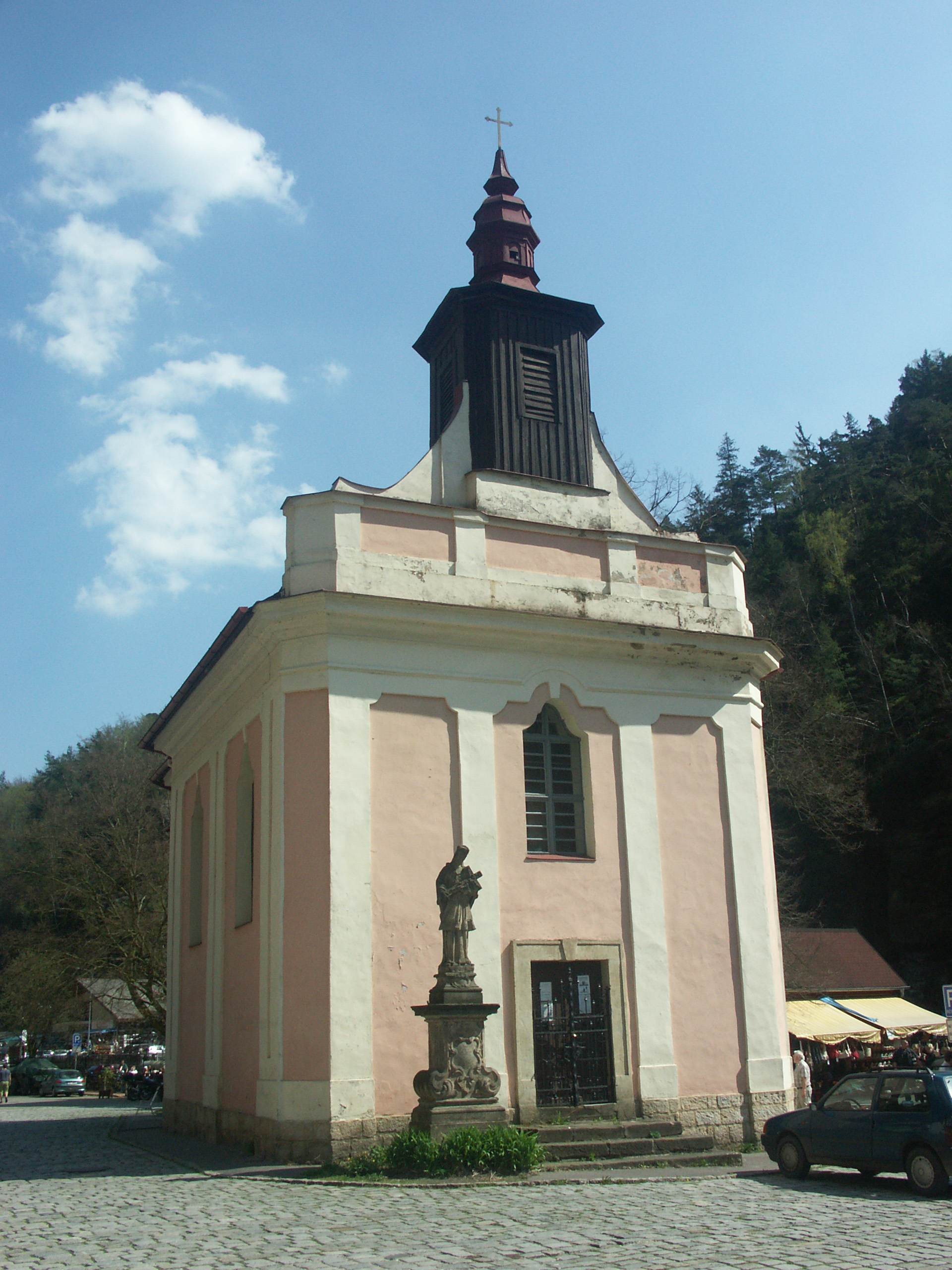
Kirche St. Johannes von Nepomuk in Hřensko
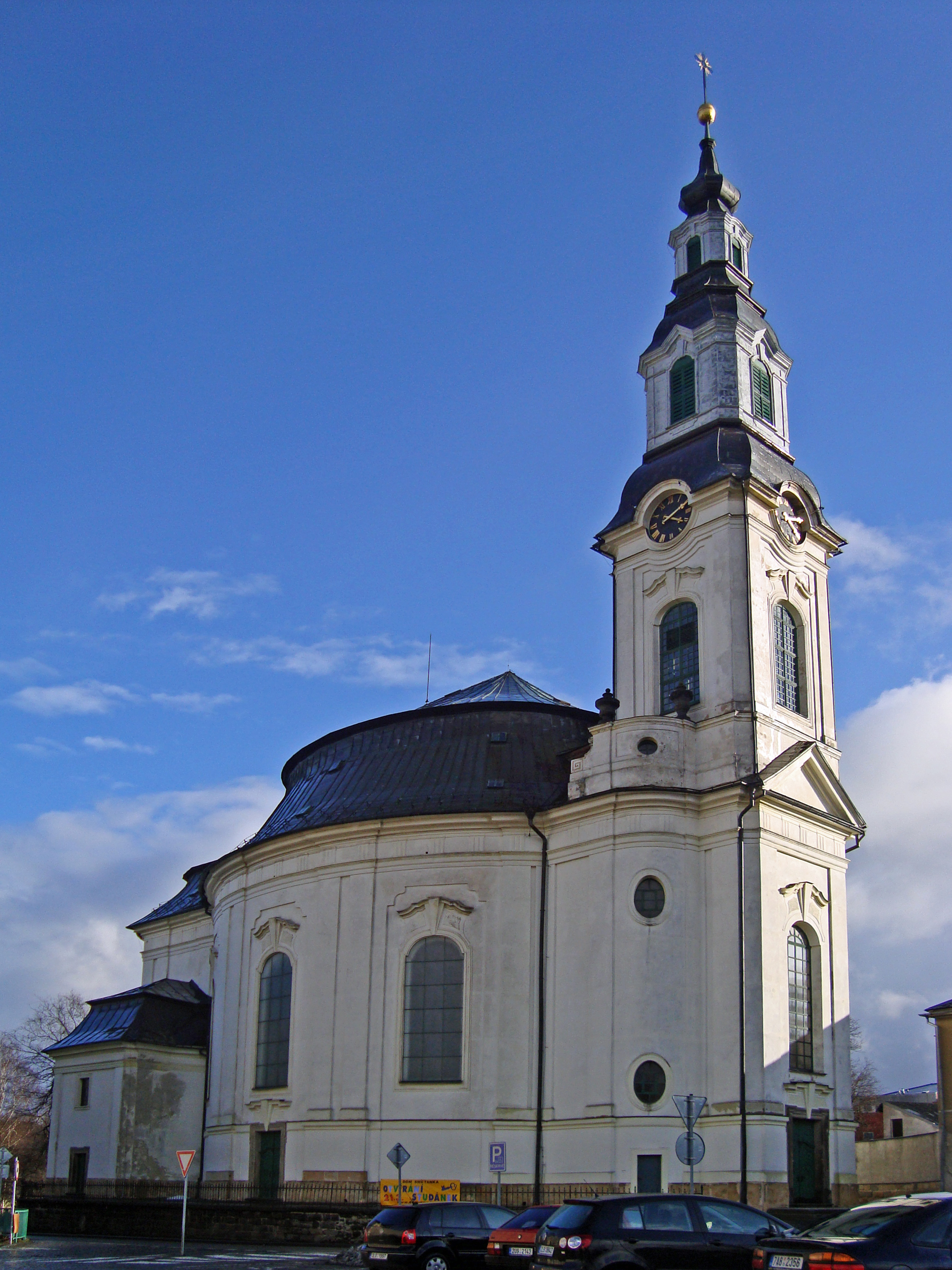
Dekanatskirche Mariä Himmelfahrt in Nový Bor
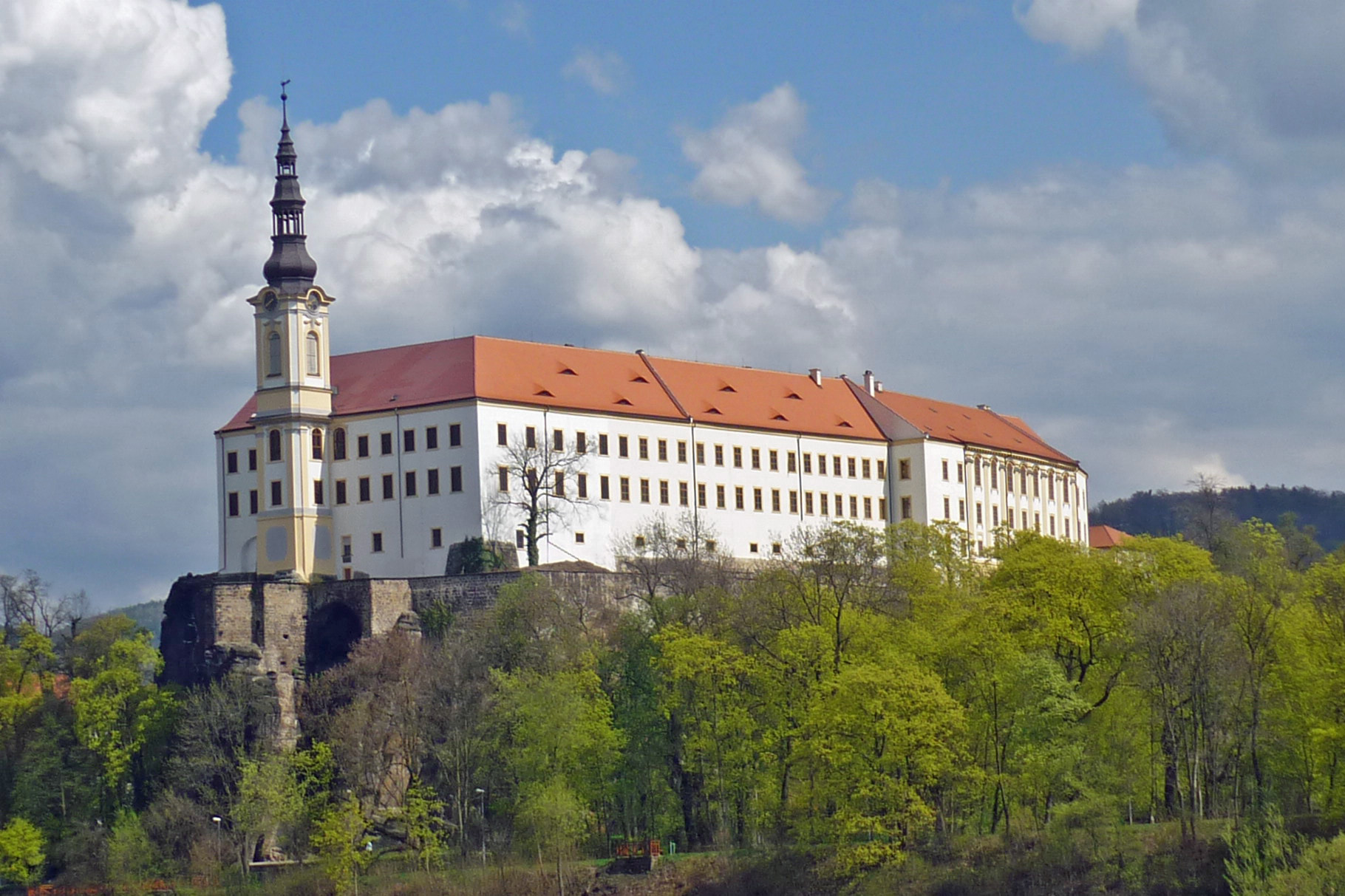
Schloss Děčín
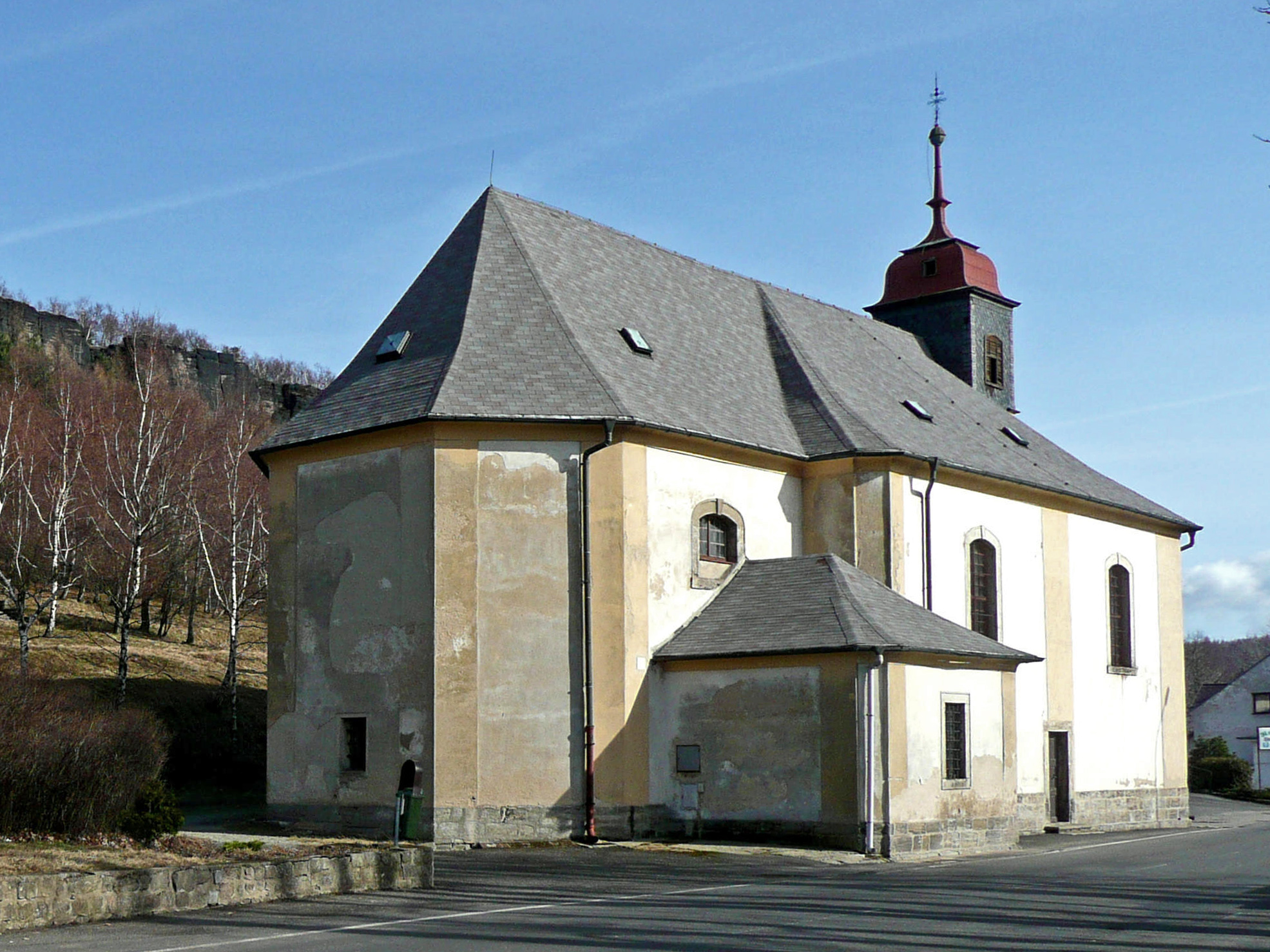
Annenkirche in Tisá
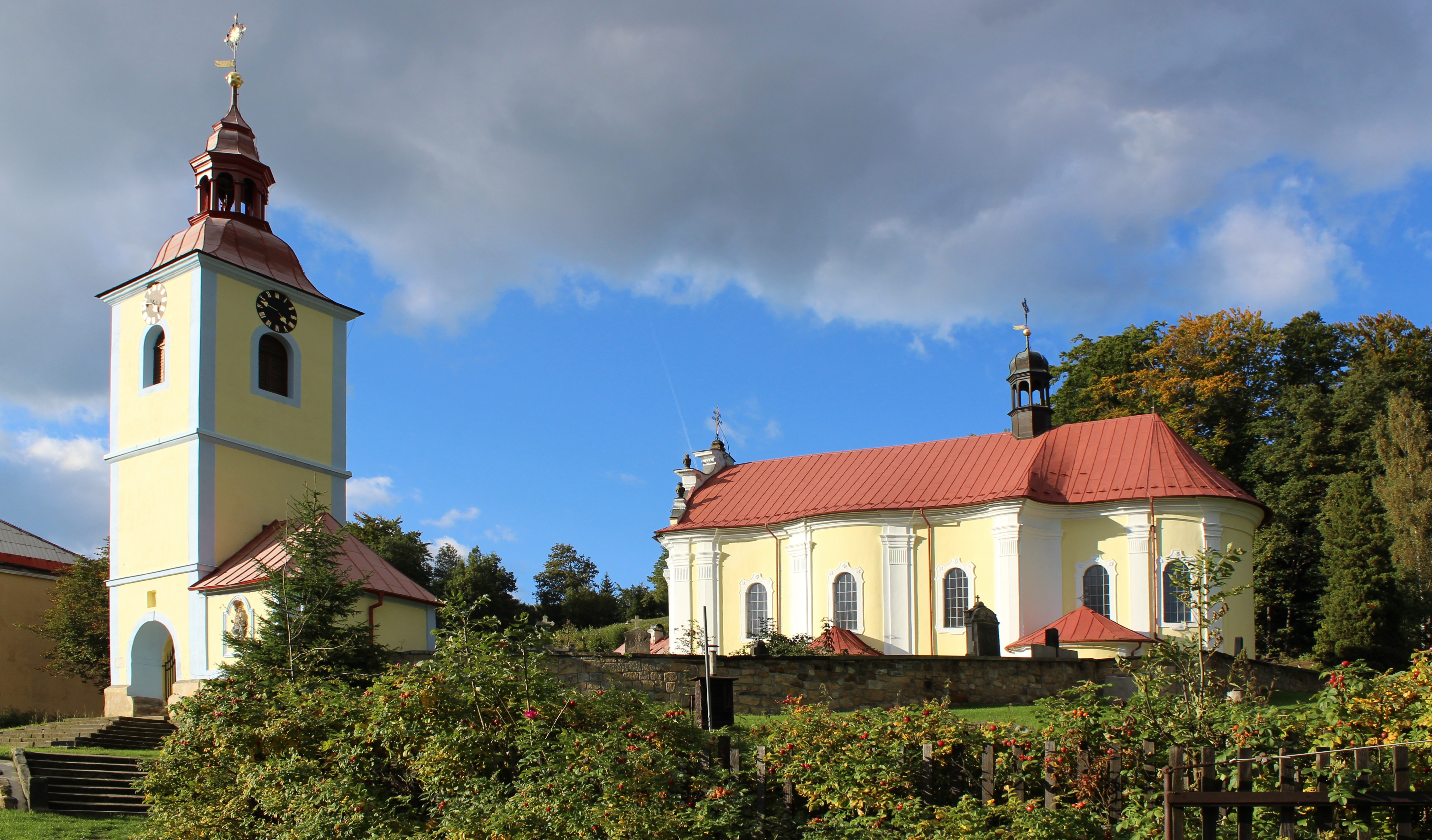
Glockenturm der Kirche St. Peter und Paul in Horní Prysk